# Die Frau mit Vergangenheit

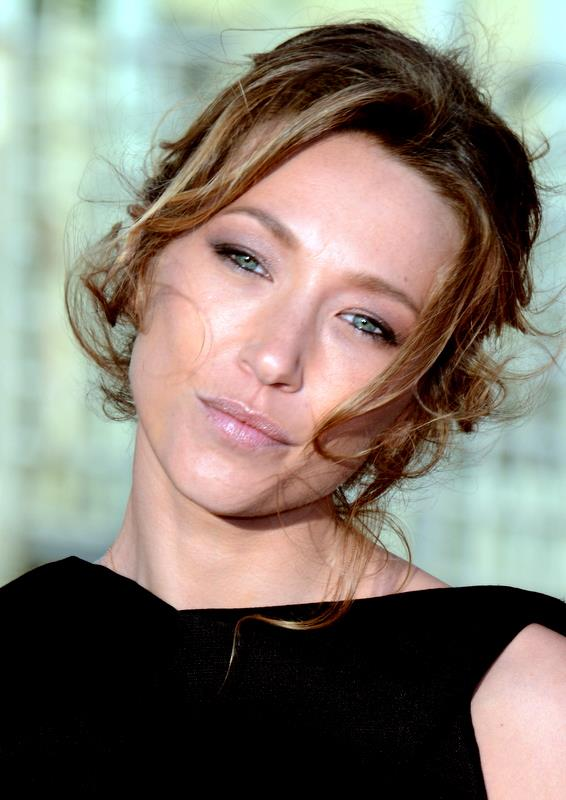
Laura Smet spielt in der Hauptrolle Céline (Foto von 2014)

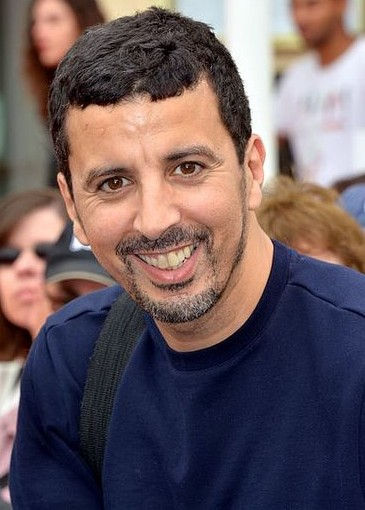
Samir Guesmi spielt Idir (Foto von 2016)

Die Frau mit Vergangenheit ist ein französisches Filmdrama aus dem Jahr 2017. Der Film hatte seine Premiere am 25. Januar 2017 auf dem Festival International de Programmes Audiovisuels und wurde am 31. März 2017 im Abendprogramm von Arte erstmals im Fernsehen ausgestrahlt.

## Handlung
Céline hat viele Jahre im Gefängnis gesessen, weil sie einen Mann erstach, der sie vergewaltigt hatte. Jetzt soll sie im offenen Vollzug wieder in die Gesellschaft integriert werden und zieht übergangsweise zu ihrer Mutter in die Wohnung außerhalb von Paris. Sie bekommt eine elektronische Fußfessel, damit sichergestellt werden kann, dass sie sich zu fest vorgegebenen Zeiten in der Wohnung aufhält. Mit ihrer neuen Identität Héloïse Landon nimmt Céline einen Job als Rezeptionistin in einem Hotel in Paris an, wo sie auf Probe angestellt wird.
Täglich fährt sie mit einer Mitfahrgelegenheit nach Paris, die der Arzt Idir organisiert hat, da auch er in die Stadt pendeln muss. Mit der Arbeit kommt Céline zurecht, allerdings hadern einige Kolleginnen mit der schweigsamen Frau, die fast nichts über sich preisgibt. Damit man ihre Fußfessel nicht sieht, trägt sie anstatt der üblichen Röcke immer eine Hose. Immerzu muss sie aufpassen, nach der Arbeit wieder pünktlich in der Wohnung zu sein, damit der Alarm nicht ausgelöst wird. Zusätzlich besorgt ist Céline, als ein gewisser Pierre Vitrac sie wiederholt im Hotel aufsucht. Dieser gibt vor, sie von früher zu kennen, und bedrängt sie fortwährend. Vitrac hatte den Fall damals aufmerksam verfolgt und Céline auch Briefe ins Gefängnis geschickt.
Einem Mitfahrer von Idir fällt eines Tages die Fußfessel an Célines Knöchel auf und er recherchiert, wer die mysteriöse Beifahrerin sei. Idir scheint dies nicht sehr zu interessieren. Er lädt Céline spontan zu seinem Geburtstag ein und diese kann es sogar einrichten, da sie wegen angeblicher Überstunden eine Umstellung der Fußfesselzeiten erreicht. Auf der Feier kommen sich beide näher, Céline ist allerdings wegen ihrer Gefühle hin- und hergerissen und meldet sich danach eine Zeit nicht mehr bei Idir. Als sie endlich die Fußfessel abgenommen bekommt, zieht Céline zu einer Kollegin in die Stadt und trifft sich mit Idir in einem Park. Als er ihr sagt, dass er ihre wahre Identität kenne, sie aber ungeachtet dessen liebe, fühlt sich Céline vor den Kopf gestoßen, da er nicht früher über die Kenntnis ihrer Identität gesprochen habe. Sie sagt, sie wolle ihn nie wiedersehen, und läuft davon. In der Metro hat sie das Gefühl, alle Menschen würden sie anstarren.
Eines Abends ruft Vitrac Céline zu sich ins Hotelzimmer und versucht, sie zu vergewaltigen. Sie wehrt sich, wobei Vitrac gegen einen Schrank stürzt, sodass Céline denkt, er sei tot. Sie stellt sich später der Polizei, aber in dem Hotelzimmer werden keinerlei Spuren gefunden. Vitrac habe auch angegeben, er sei nicht in dem Zimmer gewesen. Céline denkt jetzt viel über Idir nach und versucht, sich ihrer Gefühle bewusst zu werden. Sie sucht schließlich das Krankenhaus auf und stellt sich bei Idir mit Schwindelsymptomen vor. Sie entschuldigt sich und beichtet, dass sie sich für schwach hielt und Ängste hat. Als er ihr ärztlich sagt, der Schwindel sei harmlos, erwidert sie: „Nein, ist nicht harmlos. Ich glaub’, ich bin verliebt.“

## Synchronisation
Die deutsche Synchronisation übernahm die Taunusfilm. Das Dialogbuch schrieb Beate Klöckner, die auch Dialogregie führte.
| Rolle            | Darsteller         | Synchronsprecher      |
| ---------------- | ------------------ | --------------------- |
| Céline / Héloïse | Laura Smet         | Kristina von Weltzien |
| Idir             | Samir Guesmi       | Oliver Siebeck        |
| Vitrac           | Laurent Poitrenaux | Dirk Bublies          |
| Agnès            | Marie Bunel        | Christin Marquitan    |
| Nadia            | Naidra Ayadi       | Vera Teltz            |
| Élodie           | India Hair         | Friederike Walke      |
| Bruno            | Micha Lescot       | Konrad Bösherz        |
| Clément          | Pablo Cobo         | David Kunze           |
| Ruiz             | Guillaume Marquet  | Felix Spieß           |
| Juge             | Julie Sicard       |                       |
| Michel           | Bertrand Lacy      | Dieter Memel          |
| Asma             | Oulaya Amamra      |                       |

## Produktion
Der Film wurde vom 11. April 2016 bis zum 13. Mai 2016 gedreht.
Das Lied, das in dem Film wiederholt als Motiv eingesetzt wird (z. B. auf Idirs Geburtstagsfeier), ist Everybody’s Got To Learn Sometime der Band The Korgis.

## Rezeption

### Kritiken
Die Redaktion der TV Spielfilm gibt dem Film einen Daumen nach oben.
Das Lexikon des internationalen Films schreibt über den Film: „Einfühlsames Drama über die Schwierigkeiten eines Neuanfangs unter permanentem Druck, das sich unvoreingenommen den Widersprüchen im Charakter der Hauptfigur annähert. In der Hauptrolle überragend gespielt.“
Matthias Hannemann schreibt in der Frankfurter Allgemeinen Zeitung, der Film sei sehr gelungen. Laura Smet spiele ihre Rolle überzeugend, sodass sich das Publikum in sie hineinversetzen könne. Wenn sie panisch werde, packe den Zuschauer die Panik, wenn sie unsicher werde, dann die Unsicherheit. Ihre Sehnsucht nach dem neuen Leben mit schönen Erfahrungen sei spürbar. Dennoch halte Laura Smet es offen, ob es nicht auch unkontrollierbare Momente ihrer Figur Céline gibt. Der Film spiele „bis zuletzt mit der Möglichkeit eines dramatischen, jede Hoffnung auf Neuanfang zunichtemachenden Zwischenfalls“.